# Országos Mentőszolgálat
Az Országos Mentőszolgálat (rövidítve: OMSZ) 1948. május 10-én alakult. Magyarország legnagyobb mentő és egészségügyi intézménye, működési köre az ország egész területére kiterjed. Az ország 255 mentőállomásán és mentési pontjain látja el szolgálatát.

## Története

### Az OMSZ előtt

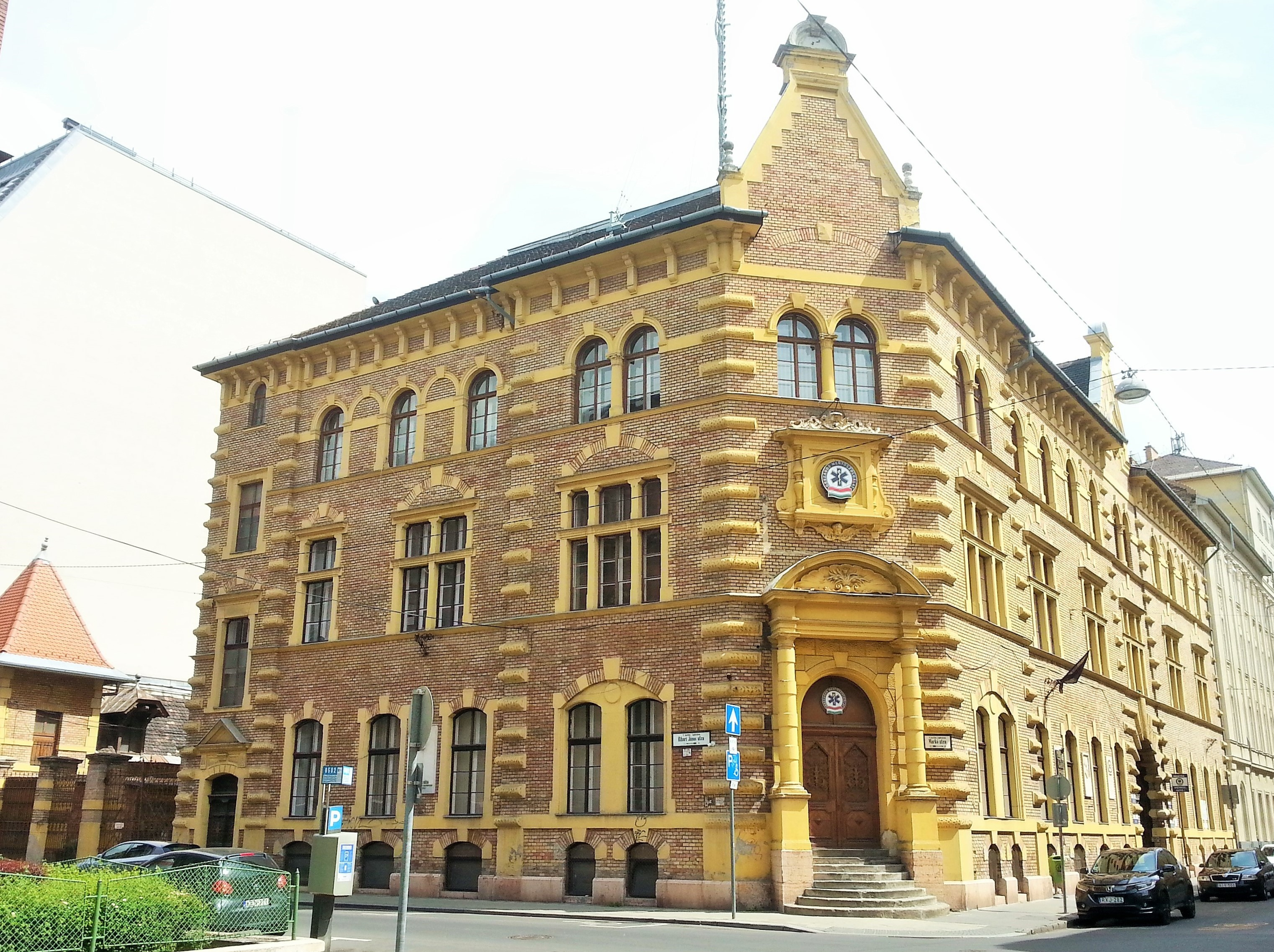
A régi, Markó utcai székház (Quittner Zsigmond, 1889–1890)

Magyarországon 1887 előtt a rendőrség – azon belül a rendőrorvosok – feladata volt az elsősegélynyújtás. Kresz Géza orvos külföldi mintára indított mozgalmat a fővárosban társadalmi jellegű mentőmozgalom szervezésre. A Budapesti Önkéntes Mentőegyesület (korabeli írásmóddal: Budapesti Önkéntes Mentő Egyesület, rövidítve: BÖME) 1887. május 10-én alakult meg Andrássy Aladár elnökletével és Kresz Géza szakmai vezetésével. 1890-ben költöztek a Markó utcába, ahol 1899-re készült el a ma is a mentésügy szolgálatában álló székház. Az eredetileg csak a budapestiek számára elérhető egészségügyi szolgáltatást hamar követték vidéki települések önkéntes egyesületei, majd 1926-ban megalakult a Vármegyék és Városok Országos Mentő Egyesülete (VVOME), mely az ország valamennyi egyesületének a szakmai koordinálását végezte.

### 1948-tól
A második világháborút követően a német csapatok szinte az összes felszerelést magukkal vitték. Az egészségügyi biztosítók szerveztek ugyan kisebb mentőegységeket, de az országos szintű újjászervezésre csak 1948-ban került sor dr. Orovecz Béla kormánybiztos vezetésével. 1948. május 10-én alakult meg az új állami szervezet, az Országos Mentőszolgálat. Ekkor 76 mentőállomás volt az országban és 399-en dolgoztak a szervezetnél, melynek 156 mentőkocsija volt. Induló járműparkja a világháborút átvészelt járművekből és néhány, adományként érkezett gépkocsiból állt. A Mentőszolgálat személyi állományának és infrastruktúrájának több mint 90%-át a VVOME, orvos-szakmai hátterét és a fővárosi alapokat pedig a BÖME biztosította.
1954-ben – Európában elsőként – állt szolgálatba rohamkocsi, mely már lélegeztetőkészüléket, defibrillátort és pacemakert (szívritmus-szabályozót) is vitt magával a helyszínre. 1956-ban került a Mentőszolgálathoz a VI. kerületi Szobi utcai Mentőkórház (2001-ig működött), a légi mentőszolgálat szervezése 1958-ban kezdődött. 1962 óta vannak URH-készülékek a mentőautókban, a szimbólummá váló Nysa mentőautók az 1960-as évek elejétől 1995-ig voltak szolgálatban, hogy azután Toyota, majd Mercedes-Benz járművekkel váltsák fel azokat.
2007-ben az addig használatos URH-rádiókat felváltotta a TETRA technológiára épülő műholdas EDR-rendszer. 2005. augusztus 6-án állt szolgálatba az OMSZ első motoros mentőorvosa. 2021-ben személyi állománya közel 8500 mentődolgozóból áll, akik évente több mint 1,2 millió mentőfeladatot teljesítenek.  Az OMSZ induláskori mentőállomás-hálózatát több mint háromszorosára, személyi állományát húszszorosára, járműveinek számát hatszorosára növelte. Az alapításkori 76 mentőállomásból álló országos hálózat fejlődése változatos képet mutat. Az indulást követően, az 1960-as években dinamikus fejlődés vette kezdetét, mely az 1980-as évek végétől ismét felgyorsult. Napjainkban a Mentőszolgálat 255 mentőállomással rendelkezik; telepítésük koncepciója a mentőegységek riasztását követő 15 percen belüli helyszínre érkezés biztosítása, mely megegyezik az Európai Unió mentéssel kapcsolatos direktívájával. A mentőállomásokat a futó, tervezetten napi szolgálatot teljesítő gépkocsijaik, mentőegységeik szerint alakítják ki, így azok A, B és C kategóriákba sorolhatóak. A diszpécserek mentésirányítása elválaszthatatlan része a mentőmunkának. Az Országos Mentőszolgálat egységes szakmai elvek mentén 19 mentésirányító csoportból országos lefedettségű híradástechnikai apparátusával irányítja a teljes gépjármű állományt. Mentőegységei átlagosan 40 millió kilométert tesznek meg Magyarország közútjain.

## A mentésügy magyar sajátosságai

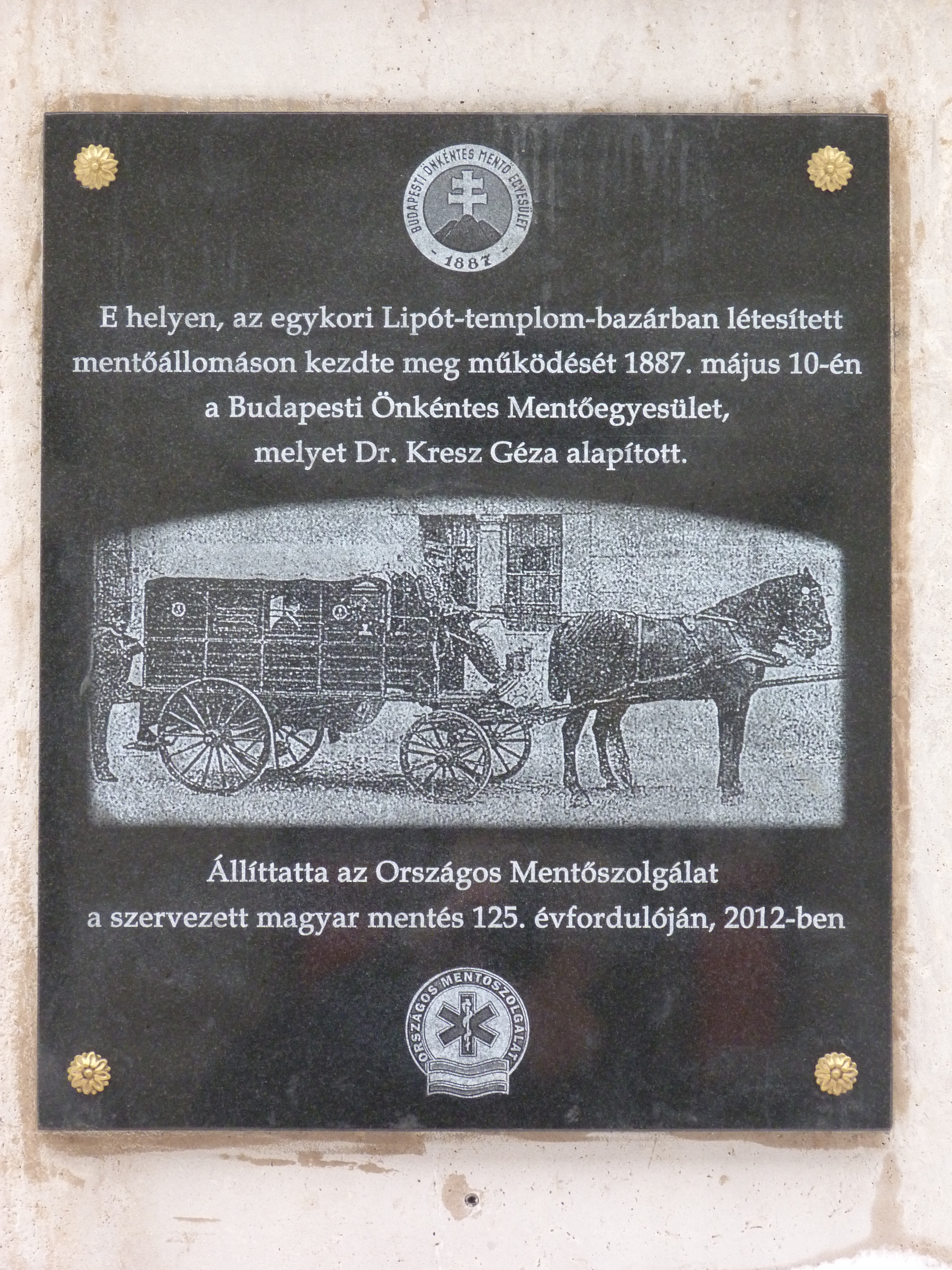
A Budapesti Önkéntes Mentő Egyesület emléktáblája – 1887

A világ számos országától eltérően a mentést Magyarországon egységes állami szervezet látja el. Míg például Németországban vagy az Amerikai Egyesült Államokban a kórházakhoz tartoznak a mentésügy kivonuló szolgálatának a tagjai, hazánkban az Országos Mentőszolgálat a kórházaktól és a társszervektől (pl. tűzoltóság) függetlenül végzi tevékenységét. A hazai egészségügyi ellátórendszer eme ágazatát is sújtja az alulfinanszírozottság és a régiónként különböző mértékű létszámhiány. 2023 februárja és 2024 októbere között a területileg illetékes sürgősségi ügyeleti ellátási feladatokat az OMSZ vette át.
Magyar „találmány” a mentőtiszti szakma képzési formája is. Orovecz Béla volt az, aki kidolgozta és megszervezte a mentőtisztképzést, melyet ma már főiskolai (Bsc) szinten oktatnak. A sürgősségi ellátás önálló orvosi diszciplínaként történő elfogadtatása is Orovecz nevéhez köthető, sőt az oxiológia néven ismert szakterület nevére is ő tett javaslatot.
A nők foglalkoztathatók az összes kivonuló mentőegység mindegyik beosztásában. Korábban csak orvosi/mentőtiszti pozícióban vállalhattak szolgálatot. 
Egység az egészségügyön belül. Csatlakozás az EESZT (Elektronikus Egészségügyi Szolgáltatási Tér)-hez.

### Járműpark
Az OMSZ gépjárműállományának alakulása szervesen összefüggött az állomáshálózat fejlődésével. Az induló kocsipark 1948-ban 140 db, napjainkban mintegy 1000 db gépjárműből áll. Országos mentési és sürgős betegszállítási kötelezettségének megfelelve a teljes járműállományból a nap huszonnégy órájában 753 db gépkocsi, mentőegység teljesíti szolgálatát. A Mentőszolgálat saját szervizháttérrel rendelkező egységes járműállományán belül számos, speciális rendeltetésű mentőegységet is üzemeltet; a mentés gerincét képező rohamkocsi (rövidítve: ROKO), illetve esetkocsi és betegszállító mentőegységek flottáján túl felnőtt és gyermek mentőorvosi személygépkocsit, mentőorvosi személygépkocsit (rövidítve: MOK), mentőtiszti személygépkocsit (rövidítve: MTK), gyermek rohamkocsit, neonatológiai mentőgépkocsit (koraszülöttek ellátásához), mentőmotort és robogót, tömeges baleseti egységet (rövidítve: TBE), kiemelt mentőgépkocsit, betegszállító intenzív rohamkocsit (Mobil Intensive Care Unit, rövidítve: MICU). E mentőegységek a maguk kompetenciaszintjeinek megfelelően országosan egységes egészségügyi és műszaki felszereléseikkel, meghatározott alapelvek és protokoll szerint látják el a pácienseket.

### Légimentés
Az Országos Mentőszolgálat a földi mentés és annak irányítása mellett légimentést és sürgős légi betegszállítást is végez. Ennek szervezeti formáját az OMSZ 1958-ban alapította. A mentőhelikopterek megjelenéséig (1980) szekunder transzport formájában repülőgépekkel szállították a betegeket. A Mentőszolgálat részeként üzemelő Magyar Légimentő Nonprofit Kft. hét légimentőbázisán (Miskolc, Budaörs, Szekszárd, Balatonfüred, Marcali, Debrecen és Szentes) a légimentő bajtársak jelenleg Eurocopter EC-135 P2+ típusú mentőhelikopterekkel teljesítenek szolgálatot napkeltétől napnyugtáig.

## Címere

Az OMSz címere

Az Országos Mentőszolgálat címere alul, a nemzeti színű zászlóval összefogott kék szalag – melyben az Országos Mentőszolgálat felirat olvasható -, s mely egy úgynevezett Konstantin-keresztet (Labarum) ölel körül. A sürgősségi betegellátás szimbólumaként világszerte elterjedt jelképről van szó, mely a mentés hat alapvető követelményét szimbolizálja: felismerés, segélykérés, elsősegély, mentőellátás, szállítás alatti kontroll, definitív ellátás. A kígyós bot (Aszklépiosz botja) az orvoslás-gyógyítás eszméjét fejezi ki.

### A magyar mentésügy nagy alakjai
- Flór Ferenc (1809–1871) volt a magyar elsősegélynyújtás egyik úttörője. 1835-ös a „Tetszhóltak Felélesztésökről szóló Tanítás” című könyvében felállította az újraélesztés teendőinek sorrendjét, jelentőséget tulajdonítva az átjárható légutak biztosításának, a befúvásos lélegeztetésnek és a mellkas nyomogatásának. Ajánlotta a légutak leszívását, a gégemetszést, az intubációt. Követelte mentőegyesületek felállítását, szervezési tervet dolgozott ki, megadta a mentőláda, a mentőállomások felszerelésének leltárát.
- A Budapesti Önkéntes Mentő Egyesület (BÖME) 1887-ben, dr. Kresz Géza (1846–1901) vezetésével kezdte meg működését, és a nap vagy éj bármely órájában bárkinek minden díj nélkül nyújtott segítséget.
- Orovecz Béla, a BÖME orvosa, aki 1948-ban megszervezte az Országos Mentőszolgálatot, önálló diszciplínává tette a sürgősségi orvostant oxiológia néven, és kidolgozta a mentőtisztképzés alapjait.
- Részt vett a Budai Ambulatórium megalapításában Baranski Gyula (1867–1953) jogász, aki 1941-ben ünnepelte a 25. évfordulóját annak, hogy a budapesti mentőknél ügyészként dolgozik.[20]
- Dr. Gábor Aurél (1923–1976) belgyógyász, az orvostudományok kandidátusa (1966) volt a magyar mentés történetének egyik legmeghatározóbb alakja.
- Felkai Tamás (1922–1997) kandidátus, orvos, oxiológus, orvostörténész.

### Az Országos Mentőszolgálat főigazgatói 1948 óta
- Dr. Orovecz Béla (1948–1966)[6][21]
- Dr. Bencze Béla (1966–1991)[22]
- Dr. Gőbl Gábor (1991–2003)[23]
- Dr. Korzenszky László (2003–2004)[24]
- Dr. Takács Zoltán (2004–2006)[25]
- Dr. Gorove László (2006–2007)[25]
- Dr. Göndöcs Zsigmond (2007–2010)[26]
- Dr. Mártai István (2010–2013)[27]
- Dr. Burány Béla (2013–2015)[28]
- Máté Gábor (2015–2016)[29]
- Dr. Csató Gábor (2017–)[30]